# 米卢斯区
米卢斯区（法語：Arrondissement de Mulhouse）是法国上莱茵省所辖的一个区。总面积707.1平方公里，总人口354364，人口密度501人/平方公里（2018年）。主要城镇为米卢斯。

## 辖区
米卢斯区辖有79个市镇。